# Valeri Borchin
Valeriy Viktorovich Borchin (en ruso: Валерий Викторович Борчин, 11 de julio de 1986 en Mordovia, Rusia) es un atleta ruso especialista en marcha atlética, que se proclamó campeón olímpico de 20 kilómetros marcha en los Juegos Olímpicos de Pekín 2008. Posteriormente fue sancionado por dopaje y anulados varios de sus resultados.

## Sanción por Dopaje
El 20 de enero de 2015 fue sancionado a 8 años por la agencia rusa antidopaje (RUSADA). La sanción tuvo efecto desde el 15 de octubre de 2012 y afectó a los resultados obtenidos en los períodos comprendidos entre el 25 de enero y el 25 de marzo y entre el 16 de junio y el 27 de septiembre, en ambos casos de 2011, y entre el 11 de abril y el 7 de septiembre de 2012.
El 24 de marzo de 2016 el TAS descalificó a Borchin de todos sus resultados entre el 14 de agosto de 2009 y el 15 de octubre de 2012 acusado de dopaje, ampliando de esta forma el periodo en el que se anulaban sus resultados. 
Debido a todo ello perdió sus dos títulos de campeón del mundo de 20 kilómetros marcha obtenidos en Berlín 2009 y en Daegu 2011. Durante ese intervalo también participó en los Juegos Olímpicos de Londres 2012, abandonando a causa de un desvanecimiento.

## Resultados
| Representando Rusia | Representando Rusia                    | Representando Rusia  | Representando Rusia | Representando Rusia |
| Año                 | Competición                            | Lugar                | Resultado           | Distancia           |
| ------------------- | -------------------------------------- | -------------------- | ------------------- | ------------------- |
| 2006                | Campeonato Europeo de Atletismo        | Gotemburgo, Suecia   | 2º (1h:20:00)       | 20 km               |
| 2007                | Campeonato Europeo de Atletismo sub-23 | Debrecen, Hungría    | 1º (1h:20:43)       | 20 km               |
| 2008                | Copa del Mundo de Marcha Atlética      | Cheboksary, Rusia    | 2º (1h:18:21)       | 20 km               |
| 2008                | Juegos Olímpicos de Pekín              | Pekín, China         | 1º (1h:19:01)       | 20 km               |
| 2009                | Campeonato Mundial de Atletismo        | Berlín, Alemania     | DQ - 1º (1h:18:41)  | 20 km               |
| 2011                | Campeonato Mundial de Atletismo        | Daegu, Corea del Sur | DQ - 1º (1h:19:56)  | 20 km               |